# MLS Cup 2023
La MLS Cup 2023 fue la 28ª edición de la  MLS Cup, el partido por el campeonato de la Major League Soccer (MLS), y se jugó en el Lower.com Field en Columbus, Ohio. El encuentro fue jugado el 9 de diciembre de 2023 entre el Columbus Crew, campeón de la Conferencia Este y el Los Angeles FC, campeón de la Conferencia Oeste y defensor del título MLS Cup de la temporada anterior.
El Crew ganó su tercer campeonato de la MLS Cup tras vencer 2–1 a los californianos.

## Ruta de los finalistas
Los finalistas de esta edición, Columbus Crew y Los Angeles FC (LAFC), terminaron cada uno en el tercer puesto de las conferencias Este y Oeste respectivamente. No obstante, al final de la temporada regular los de Ohio sumaron 57 puntos y terminaron en tercer lugar de la tabla de clasificación por la Supporters' Shield, mientras que los angelinos sumaron cinco puntos menos (52) y culminaron en el octavo escalón de dicha tabla. Por lo tanto, el Crew fue designado como local para esta final de la MLS Cup.Columbus había llegado a tres finales, ganando dos (2008 vs. New York Red Bulls y 2020 vs. Seattle Sounders) y perdiendo una (2015 vs. Portland Timbers); mientras que el LAFC era el campeón defensor tras haber conquistado su primer y único título en la edición pasada de 2022 contra Philadelphia Union. Los dos clubes nunca se enfrentaron entre sí en la temporada regular de 2023, sin embargo, los últimos tres encuentros habían sido ganados todos por los californianos, teniendo un marcador acumulado de 7–0.

### Columbus Crew
Previamente el Crew había sido campeón de la liga en la edición 2008 y del 2020, además de ser finalista en la edición del 2015. Sin embargo, para la temporada 2022, el equipo se quedó a dos puntos de clasificar a la fase final, perdiéndose por segundo año consecutivo de la posibilidad de pelear por la MLS Cup, tras cosechar 10 victorias, 16 empates y 8 derrotas bajo el mando del entrenador Caleb Porter, quien sería destituido tras el último partido de la temporada de los Black and Gold. En diciembre se anunció al francés Wilfried Nancy como su sustituto, fue traído del CF Montréal junto con su cuerpo técnico. Nancy y el gerente general Tim Bezbatchenko hicieron ajustes para reforzar al equipo, contratando a Christian Ramirez desde el Aberdeen escocés y traspasando al ghanés Jonathan Mensah a San Jose Earthquakes y al brasileño Artur al Houston Dynamo.
El conjunto aurinegro tendría un nuevo estilo de juego basado en la posesión de la pelota que utilizaba mucho a los jugadores por las bandas para crear oportunidades al ataque. Esto hizo que en los primeros siete juegos del 2023, el Crew consiguiera cuatro victorias y marcara 17 goles, incluyendo su primera victoria como visitante por 0–2 ante el D.C. United. Sin embargo, a finales de marzo su portero titular Eloy Room sufrió una lesión y sería sustituido por el novato Patrick Schulte tras causar buena impresión en la MLS Next Pro. No obstante, Schulte se ganaría de manera definitiva la titularidad al encajar en el sistema del entrenador Nancy. Para desgracia del equipo, durante abril y mayo apenas ganaron un partido de siete que jugaron, incluyendo una racha de tres derrotas seguidas, que los hicieron caer hasta la décima posición en la Conferencia Este.
No obstante, la escuadra columbusite entraría en una racha positiva en la que no conoció la derrota desde finales de mayo hasta principios de julio, siendo cinco triunfos y tres igualdades; siendo que la racha se terminaría en una visita a los Portland Timbers por 3–2 antes del parón por la Leagues Cup 2023, sumado a que en esa derrota Nancy no estuvo en el banquillo tras ser expulsado ante el New York City FC por "conducta inapropiada", tras entrar al campo y reclamar una falta. Volviendo a la Leagues Cup, en la fase de grupos fueron emparejados con el recién integrado St. Louis City SC y con el América mexicano. El Crew ganaría ambos partidos, primero por 2–1 ante la franquicia de Misuri y después goleando 4–1 a las águilas para ser primero de grupo.Sin embargo, en los dieciseisavos de final empatarían 3–3 ante el Minnesota United y perderían por 4–3 en la tanda de penaltis, cayendo eliminados. Sumada a esta eliminación, la plantilla sufrió tres bajas importantes en la ventana de verano del mercado de fichajes. Primero, Eloy Room optó por regresar al club donde inició su carrera, el Vitesse Arnhem de los Países Bajos. Además, su jugador estrella Lucas Zelarayán partiría hacia el Al-Fateh SC saudí y el defensor australiano Miloš Degenek regresaría al club Estrella Roja serbio. A pesar de esto, Nancy aprovechó para reforzar al equipo, contratando a Julian Gressel tras negociarlo con los Vancouver Whitecaps y también ficharon al extremo uruguayo Diego Rossi del Fenerbahçe turco para sustituir a Zelarayán y brindar más posibilidades en ataque.
Tras la Leagues Cup, la temporada regular se reanudó a mediados de agosto con el Crew en la sexta plaza de la Conferencia Este, aunque escalarían hasta la quinta tras triunfar sobre su rival estatal, el FC Cincinnati y sobre Toronto FC. En su recta final, el equipo sólo perdería dos encuentros, ambos de visita ante el Houston Dynamo y el Orlando City SC. El 20 de septiembre, el onceno de Nancy aseguró su presencia en la postemporada tras ganar 3–0 en casa sobre el Chicago Fire, siendo que los tres goles los anotó el colombiano Juan Camilo Hernández, más conocido como Cucho.Cucho sería el máximo goleador del equipo con 16 anotaciones, cuarto máximo en toda la liga, y sería nombrado dentro del MLS Best XI.Asimismo, en el aspecto colectivo, tendrían una racha de 15 encuentros sin perder y eso les permitió subir hasta el tercer lugar en la Conferencia Este y ser la mejor ofensiva de la temporada regular con 67 goles marcados.
En la primera ronda, el Crew se vería las caras con el sexto sembrado, el Atlanta United. Y con el nuevo formato de los playoffs,se debía definir a una serie de tres partidos y el que ganara dos juegos pasaba a la siguiente ronda, alternando localías. El primer partido sería jugado en el Lower.com Field, donde los pupilos de Nancy ganarían por 2–0, con un doblete de Cucho Hernández.Sin embargo, en el segundo juego en el Mercedes-Benz Stadium, The Five Stripes frenarían a los columbusites con un marcador de 4–2, en el que el griego Giorgos Giakoumakis, Xande Silva, el colombiano Edwin Mosquera y el juvenil argentino Thiago Almada anotarían los goles que sellaron la victoria de los de Georgia y llevarían la serie al tercer y decisivo duelo en Columbus.No obstante, para ese partido el Crew aprovechó su condición de local y anotaría tres goles en la primera mitad y se irían al descanso con un 3–1 de ventaja, siendo los anotadores Darlington Nagbe, el defensor danés Malte Amundsen y el rumano Alexandru Mățan, descontando Giakoumakis por los rojinegros. Diego Rossi anotaría el cuarto gol del Crew y pese a otro descuento por parte de Xande Silva, el tiempo correría a favor de los locales y se sellaría el 4–2 definitivo con el que los de Columbus ganaron la serie y avanzaron a las semifinales.
En las semifinales, su rival sería el segundo sembrado Orlando City SC, por lo que el equipo de Nancy tuvo que jugar de visita en el Exploria Stadium. El partido fue muy parejo desde el comienzo, hasta que al minuto 77, Rodrigo Schlegel recibiría una segunda tarjeta amarilla tras una falta sobre Rossi, por lo que los lions se quedarían con diez hombres en el campo, siendo que el partido terminó sin goles en los 90 minutos, yéndose a la prórroga. Allí a los 93 minutos, Christian Ramírez empujaría a la red un centro de Cucho para abrir el marcador. Los violetas intentaron buscar el empate, pero no lo conseguirían, siendo que sus intentos serían neutralizados por el guardameta Schulte. No obstante, cuando quedaban dos minutos para que terminara la prórroga, el Crew aprovechó una pérdida de balón de los locales y que el arquero peruano Pedro Gallese salió de su área para buscar el esférico y dejó el marco vacío. Cucho intentó desde larga distancia y para su fortuna, el disparo terminó en el fondo de la red, significando el 2–0 definitivo que liquidaría a los de la Florida y el pase de los de Ohio a la final de la Conferencia Este.Asimismo, este triunfo en Orlando significó romper una racha de 18 partidos sin ganar como visitante en playoffs para los aurinegros que comenzó en 2002.
Esta final sería única pues enfrentaba al primer sembrado de la conferencia y a su vez, campeón del Supporters' Shield, el FC Cincinnati y al Crew, en una edición del derbi de Ohio, conocido como Hell is Real derby, disputándose el 2 de diciembre en el TQL Stadium de Cincinnati. Además, este encuentro definiría quién sería local en la final de la MLS Cup, puesto que el finalista de la Conferencia Oeste terminó en menor posición que ambos finalistas del Este.Los Orange and Blue tomaron una ventaja de 2–0 al descanso, tras un disparo cruzado de Brandon Vazquez al minuto 13 y un tiro libre del argentino Luciano Acosta en el agregado. En el segundo tiempo, los locales mantendrían esa ventaja a pesar de no contar con Matt Miazga y de que el Crew tenía más la posesión. No obstante, los aurinegros reaccionarían casi al final del segundo tiempo, pues en el minuto 75, el defensor de Cincinnati Alvas Powell intentando despejar un centro, cometió un gol en propia puerta que sería el descuento del Crew y diez minutos después, tras un centro atrasado y una serie de toques en el área local, Diego Rossi mandaría un tiro raso que terminó en el 2–2 en el tiempo regular y significaría otra prórroga. En el tiempo suplementario, ambos equipos buscaron la ventaja, y con cinco minutos para terminar la prórroga, el Crew mandó un centro al área, que le cayó a Rossi, quien de cabeza dejaría atrás al portero Roman Celentano siendo un pase para Christian Ramírez y este último empujaría el balón a la red para el 2–3, que sería definitivo y se traducía en el pase de los de Nancy al partido decisivo por la copa.

### Los Angeles FC
Este equipo fue uno de la expansión en la temporada 2018 tras obtener los derechos del antiguo Chivas USA.En 2019, el elenco angelino sería ganador del trofeo Supporters' Shield y sería finalista de la Liga de Campeones de la Concacaf 2020, cayendo ante los Tigres de la UANL de México.Para la temporada 2022, la primera con Steve Cherundolo como entrenador, sería condecorado con otro trofeo Supporters' Shield tras finalizar primeros en la tabla general con 67 puntos, empatados con Philadelphia Union pero con el desempate a favor tras conseguir más victorias en la temporada regular y sería campeón de la MLS Cup 2022 ante la misma escuadra de Pensilvania.Previo al arranque de la temporada 2023, el elenco californiano presentaría bajas en su plantilla, pues Gareth Bale anunció su retiro como futbolista, el colombiano Cristian Arango sería transferido al Pachuca mexicano y el ghanés Latif Blessing ficharía por New England Revolution.El equipo contrataría a Aaron Long quien era agente libre y ficharía a Timothy Tillman del Greuther Fürth alemán.
La temporada del LAFC debía comenzar con una nueva edición del derbi angelino (El Tráfico) contra Los Angeles Galaxy en el Estadio Rose Bowl de Pasadena, sin embargo, por cuestiones de tormentas e inundaciones en el área el juego se debió posponer hasta el 4 de julio,por lo que la participación de los Black and Gold comenzó el 4 de marzo con una victoria como locales ante los Portland Timbers por 3–2.El equipo se mantendría invicto en sus primeros ocho partidos de la temporada, a la vez que competía en la Liga de Campeones de la Concacaf 2023 donde llegarían a su segunda final. Tendrían resultados positivos que les permitió alcanzar el liderato de la Conferencia Oeste en mayo, justo antes de la instancia decisiva en el campeonato continental donde enfrentaron al León de la Liga MX.Sin embargo, el onceno de Cherundolo no pudo conseguir el trofeo, pues perdería por 3–1 en el marcador acumulado ante la fiera.Sumado a esto, en junio se presentaría una fracción complicada de seis partidos en 18 días debido a recalendarización por su participación en la final de Concacaf, donde perderían cuatro de esos seis juegos incluyendo El Tráfico, sucumbiendo por 2–1 ante el Galaxy. Esta racha negativa causó que el LAFC bajara hasta la tercera posición de la conferencia antes del parón por la Leagues Cup 2023. En este torneo comenzaron directamente desde los dieciseisavos de final al ser campeones defensores de la MLS Cup 2022.En los dieciseisavos aplastarían por 7–1 al FC Juárez y en su siguiente partido en octavos de final, lograrían vencer por 4–0 al Real Salt Lake. En los cuartos de final enfrentarían al Monterrey donde empezarían ganando por dos goles a cero. Sin embargo, los rayados terminarían remontando el partido y ganando por 2–3, lo que significó la eliminación de los angelinos de esta competición.
Para lo que sería la ventana de verano del mercado de traspasos, el equipo decidió cambiar al extremo ghanés Kwadwo Opoku al CF Montréal y también perdería al centrocampista ecuatoriano José Cifuentes quien sería fichado por el Rangers escocés. Aunque el equipo lograría reforzarse con la llegada a préstamo de Filip Krastev desde el Lommel SK belga, junto con las incorporaciones de Mario González desde el Braga portugués y del uruguayo Cristian Olivera desde el Almería de España. Con esta plantilla, el 23 de agosto el club retornaría a la temporada regular con un triunfo en casa por 3–0 contra los Colorado Rapids, aunque perderían sus próximos tres encuentros y manteniéndose terceros en la Conferencia Oeste. El cierre del LAFC sería positivo, con una sola derrota en sus últimos siete partidos y sellando la tercera plaza de la conferencia tras empatar en Vancouver ante los Whitecaps en el Decision Day (21 de octubre). En el aspecto individual, se resalta que el delantero gabonés Denis Bouanga tendría un desempeño destacable, pues sería el máximo goleador del equipo y de la liga con 20 goles obteniendo la Bota de Oro, además de dar siete asistencias.
En la primera ronda, el LAFC se vería las caras con el sexto sembrado, que nuevamente serían los Vancouver Whitecaps. Y con el nuevo formato de los playoffs,se debía definir a una serie de tres partidos y el que ganara dos juegos pasaba a la siguiente ronda, alternando localías. El primer encuentro de la serie se disputó el 28 de octubre en el BMO Stadium, donde el onceno de Cherundolo aprovechó con creces su condición de local y derrotaría a la escuadra canadiense por 5–2, incluyendo dobletes de Ryan Hollingshead y Denis Bouanga.El 5 de noviembre, se disputaría el segundo cotejo de la serie en el BC Place en suelo canadiense. El encuentro fue muy parejo y caliente, donde incluso el árbitro Timothy Ford obstruyó una jugada de los locales, que el técnico Vanni Sartini protestó y que le costó la expulsión; sumado a un gol en el descuento de Bouanga que fue anulado por el VAR por un fuera de juego que inicialmente el colegiado no vio. Por lo que el cotejo apenas se decidió a favor de los californianos por 0–1, gracias a un penalti convertido por Bouanga al minuto 23, lo que hizo que los defensores del título sellaran la serie dos juegos contra cero y avanzaran a semifinales de la Conferencia Oeste.
En las semifinales, enfrentarían al segundo sembrado Seattle Sounders, por lo que tendrían que jugar de visita en el Lumen Field, el 26 de noviembre. El partido empezaría con llegadas por parte de ambos equipos, entre ellas un disparo raso de los de Seattle al minuto 6 que fue bien repelido por el guardameta Maxime Crépeau. Fue hasta el minuto 30 que en un contraataque, los angelinos pudieron abrir el marcador con un tiro cruzado al ángulo de Bouanga que Stefan Frei no pudo detener. La tónica del segundo tiempo, fue con los rave green buscando constantemente la meta de los Black and Gold, pero todos sus intentos de llegada y sus disparos fueron atajados por el arquero canadiense de los angelinos, lo que bastó para que el LAFC se llevara el triunfo por 0–1, sellando su pase a la final de conferencia y cortando una racha de 19 partidos de playoff sin perder como local para los Sounders.
Su rival en la final sería el Houston Dynamo, cuarto sembrado de la conferencia, a quienes el campeón defensor enfrentaría como local. Previamente el Dynamo les había ganado dos encuentros seguidos en junio. El 2 de diciembre en el BMO Stadium se disputó el juego decisivo por el Oeste para ver quién viajaría a Ohio por el título de la MLS Cup, debido a que ambos equipos quedaron por debajo de los finalistas del Este en la tabla anual.El partido comenzó con múltiples embates sin éxito de los dirigidos por Cherundolo al arco texano, e incluso los houstonianos tuvieron una llegada de peligro, siendo un disparo largo de Adalberto Carrasquilla contenido por Crépeau. Fue hasta casi el final de la primera parte, cuando Ryan Hollingshead aprovechó un rechace del arquero Steve Clark a un cabezazo del reconocido defensor italiano Giorgio Chiellini para marcar el primer gol del juego. El segundo tiempo continuó con la misma tónica, múltiples llegadas de los angelinos a la portería de Clark y con llegadas esporádicas del Dynamo, siendo que faltando diez minutos para terminar el tiempo regular, tras un centro de Diego Palacios, en un intento por despejarlo, el defensor argentino Franco Escobar empujó el balón a su propia meta para sellar el 2–0 definitivo, sin oportunidad de reacción para los naranjas y traduciéndose en la oportunidad de los californianos de defender el título conseguido en 2022.Con esto, Steve Cherundolo se convirtió en el tercer entrenador en llevar a su equipo a la final de la MLS Cup en sus primeras dos temporadas, siendo los anteriores Bruce Arena con el D.C. United y Brian Schmetzer con Seattle Sounders.Fue una temporada dura donde el LAFC disputó 52 partidos, por su participación en la liga, la U.S. Open Cup, la Leagues Cup, la Liga de Campeones de Concacaf y la Campeones Cup contra los Tigres de la UANL, equivaliendo a que el club viajó más de 63 mil millas (101 mil kilómetros) durante todo el año.

### Resumen de resultados
| Pos | Equipos                | PJ | Pts |
| --- | ---------------------- | -- | --- |
| 1   | FC Cincinnati          | 34 | 69  |
| 2   | Orlando City SC        | 34 | 63  |
| 3   | Columbus Crew          | 34 | 57  |
| 4   | Philadelphia Union     | 34 | 55  |
| 5   | New England Revolution | 34 | 55  |
| 6   | Atlanta United FC      | 34 | 51  |
| 7   | Nashville SC           | 34 | 49  |
| 8   | New York Red Bulls     | 34 | 43  |
| 9   | Charlotte FC           | 34 | 43  |

| Pos | Equipos              | PJ | Pts |
| --- | -------------------- | -- | --- |
| 1   | St. Louis City SC    | 34 | 56  |
| 2   | Seattle Sounders FC  | 34 | 53  |
| 3   | Los Angeles FC       | 34 | 52  |
| 4   | Houston Dynamo       | 34 | 51  |
| 5   | Real Salt Lake       | 34 | 50  |
| 6   | Vancouver Whitecaps  | 34 | 48  |
| 7   | FC Dallas            | 34 | 46  |
| 8   | Sporting Kansas City | 34 | 44  |
| 9   | San Jose Earthquakes | 34 | 44  |

## Sede

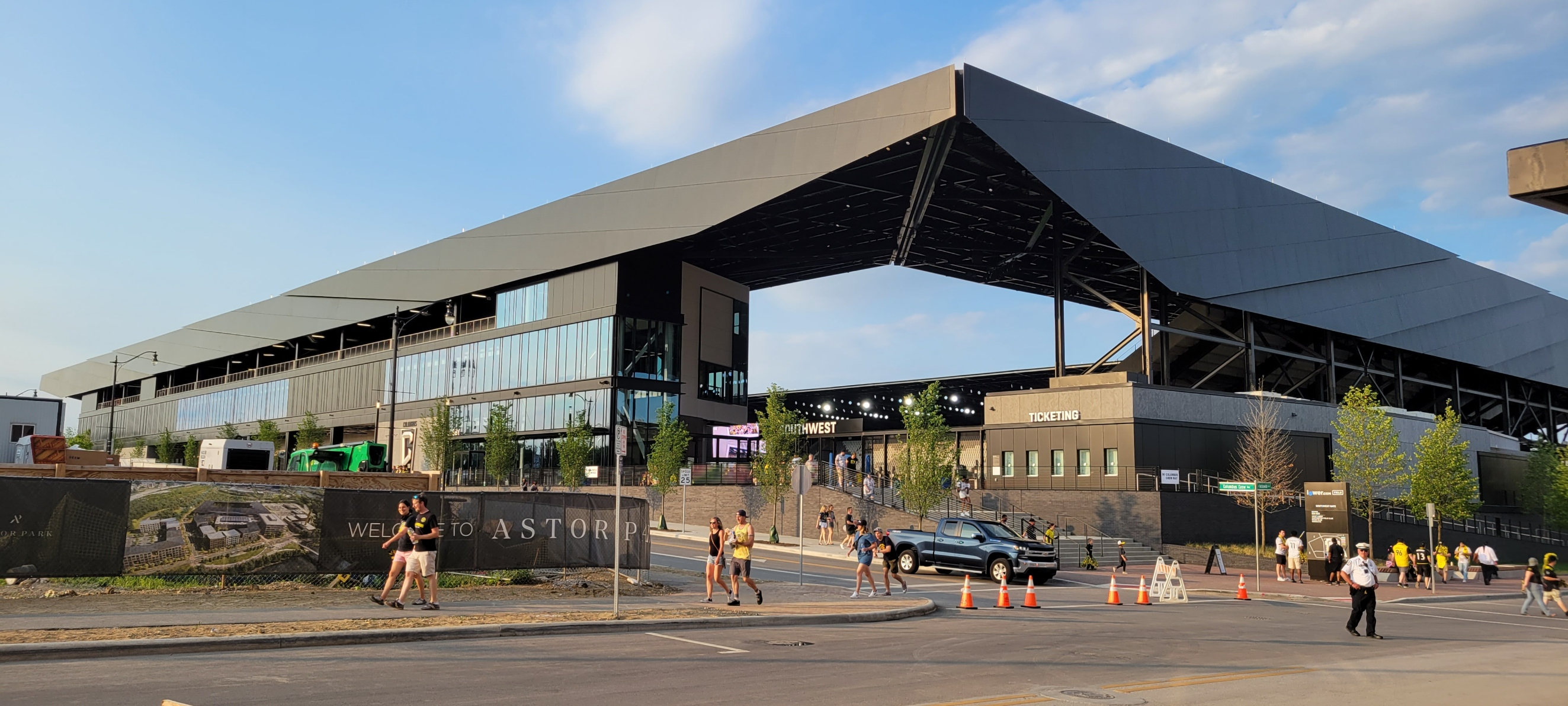
Lower.com Field, sede de la final

Esta final se jugó en el Lower.com Field, el estadio donde funge como local el Columbus Crew, quién acabó arriba del Los Angeles FC en la tabla general acumulada, albergando su primera final en este recinto y cuarta en general como locales tras las finales del 2001, 2015 y 2020 en el antiguo estadio del equipo, el Historic Crew Stadium.El inmueble con capacidad para 20,371 espectadores fue abierto en julio de 2021 para sustituir al Historic Crew Stadium.Asimismo, el Lower.com Field fue sede de las finales 2022 y 2023 de la MLS Next Pro, con el equipo reserva Columbus Crew 2 en ambas finales.
Los boletos para la final fueron distribuidos por la liga y por Ticketmaster con una venta al público en general que sería el 5 de diciembre después de varias preventas para los patrocinadores de la liga y los abonados del Crew.Sin embargo hubo problemas en la venta de entradas, pues el código de preventa de la liga fue filtrado en las redes y resultó en ventas agotadas rápidamente en varias secciones del estadio, incluyendo la sección Nordecke, con lugares revendidos en mercados de boletos de segunda mano. Por lo tanto, el Crew anunció que esa preventa sería cancelada y que una nueva preventa para abonados empezaría el día siguiente 6 de diciembre, con la venta al público en general también retrasándose un día.

## Transmisión
La final de la MLS Cup fue transmitida a nivel mundial de manera gratuita tanto en inglés como en español por medio del MLS Season Pass, un servicio de streaming por suscripción de Apple mediante su marca Apple TV+.La transmisión incluyó un show de una hora para la previa del juego, un show post-partido, más de veinte videocámaras y un dron para tomas aéreas.Para la transmisión en inglés, se tendría como narrador principal a Jake Zivin, a Taylor Twellman como comentarista y a Katie Witham como reportera en cancha; mientras que la cobertura en español estaría a cargo de Sammy Sadovnik como narrador, Eduardo Biscayart como comentarista y Antonella González como reportera en cancha.
Para Estados Unidos, la transmisión en televisión estuvo en Fox Sports en inglés y Fox Deportes en español. La cobertura en inglés de Fox tuvo en los micrófonos a John Strong como narrador, Stuart Holden como analista y Jenny Taft como reportera.Esta transmisión en Fox atrajo un 0.41 de Nielsen ratings con un promedio de 815 mil televidentes, mientras que Fox Deportes tuvo 75 mil espectadores; siendo que la audiencia combinada de 890 mil personas fue menos de la mitad de la transmisión de 2022 en Fox y en Univision.Para la audiencia en Canadá, TSN cubrió el partido en inglés y la estación hermana Réseau des sports (RDS) lo transmitió en francés.
Dentro del área de Columbus, la final fue transmitida por radio en la estación WBNS con Chris Doran como narrador principal.Y en el área de Los Ángeles, el juego estuvo fue transmitido por radio por KSPN AM en inglés y 980 AM La Mera Mera en español.

## Partido

### Resumen
El partido se jugó el 9 de diciembre de 2023 y empezó a las 4:00 p. m. en el Lower.com Field con un récord de asistencia para el recinto con 20,802 espectadores, incluyendo 1,700 seguidores del equipo visitante.Durante el compromiso, los columbusites tuvieron la mayoría de la posesión en la primera mitad y generando ocasiones de peligro, limitando al LAFC a contraatacar. La presión continua en el área californiana tuvo sus frutos cuando en un embate local, el balón pegó en la mano de Diego Palacios que el árbitro Armando Villarreal decretaría como penalti, en el cual Cucho Hernández con un tiro cruzado y raso engañó al portero Maxime Crépeau y convirtió el primer gol del partido al minuto 33.Bajo una lluvia torrencial que caería después de la anotación, los pupilos de Wilfried Nancy continuaron con su presión constante, y luego de que Aidan Morris robara un pase de Ryan Hollingshead en terreno contrario y tras una serie de toques, Malte Amundsen mandaría un pase profundo y entre líneas que el ghanés Yaw Yeboah recibió y definió con el exterior ante la salida del cancerbero californiano para poner rápidamente el 2–0 con el que Columbus se iría al descanso, no sin antes haberse salvado de un autogol en el agregado.
Para el segundo tiempo, Steve Cherundolo hizo modificaciones metiendo más hombres al ataque, mas dejando al equipo con vulnerabilidad en caso de un contraataque, como al minuto 48 en el que un disparo cruzado de Yeboah fue salvado por Palacios en la línea tras un roce de su arquero. Fue hasta el minuto 74 que el equipo angelino reaccionaría, pues tras robar el esférico en el terreno de los de Ohio, Jesús Murillo mandaría un pase lateral para Denis Bouanga quien dispararía al arco, siendo atajado por Patrick Schulte, mas el rebote le caería al propio atacante gabonés que en su segunda oportunidad mandaría el balón dentro de la portería, descontando para los californianos. Schulte quedó golpeado tras la jugada y fue tratado por los médicos en el campo, pero pudo continuar el partido. El Crew logró neutralizar los ataques del LAFC que podían significar un empate y terminaron ganando 2–1, obteniendo así su tercer título de MLS Cup.
| MLS Cup; 9 de diciembre de 2023              | Columbus Crew                       | 2:1 (2:0) | Los Angeles | Lower.com Field, Columbus, Ohio | |
| 16:00 (UTC-5)                                | - Hernández 33' (pen.) - Yeboah 37' | Reporte   | 74' Bouanga | Asistencia: 20 802 espectadores Árbitro(s): Armando Villarreal Árbitros asistentes: Cameron Blanchard e Ian McKay VAR: Kevin Stott Árbitro asistente del VAR: TJ Zablocki | Asistencia: 20 802 espectadores Árbitro(s): Armando Villarreal Árbitros asistentes: Cameron Blanchard e Ian McKay VAR: Kevin Stott Árbitro asistente del VAR: TJ Zablocki |
| MLS Cup MVP: Cucho Hernández (Columbus Crew) |                                     |           |             | | |

|  |  |

| POR            | 28 | Patrick Schulte    |       |       |
| DEF            | 18 | Malte Amundsen     | 61'   |       |
| DEF            | 4  | Rudy Camacho       |       |       |
| DEF            | 31 | Steven Moreira     |       |       |
| MED            | 14 | Yaw Yeboah         |       | 83'   |
| MED            | 8  | Aidan Morris       | 90+3' |       |
| MED            | 6  | Darlington Nagbe   |       | 84'   |
| MED            | 23 | Mohamed Farsi      |       | 86'   |
| MED            | 10 | Diego Rossi        | 90'   | 90+1' |
| DEL            | 20 | Alexandru Mățan    |       |       |
| DEL            | 9  | Cucho Hernández    |       | 85'   |
| Suplentes:     |    |                    |       |       |
| POR            | 24 | Evan Bush          |       |       |
| DEF            | 94 | Jimmy Medranda     |       |       |
| DEF            | 21 | Yevhen Cheberko    |       | 83'   |
| MED            | 25 | Sean Zawadzki      |       | 84'   |
| MED            | 7  | Julian Gressel     |       | 85'   |
| DEL            | 19 | Jacen Russell-Rowe |       |       |
| DEL            | 27 | Max Arfsten        |       |       |
| DEL            | 17 | Christian Ramirez  |       | 86'   |
| DEL            | 13 | Kevin Molino       |       | 90+1' |
| Entrenador:    |    |                    |       |       |
| Wilfried Nancy |    |                    |       |       |

| POR              | 16 | Maxime Crépeau    |     |     |
| DEF              | 12 | Diego Palacios    | 85' | 87' |
| DEF              | 14 | Giorgio Chiellini |     |     |
| DEF              | 3  | Jesús Murillo     |     |     |
| DEF              | 24 | Ryan Hollingshead |     |     |
| MED              | 23 | Kellyn Acosta     |     | 76' |
| MED              | 6  | Ilie Sánchez      | 67' | 87' |
| MED              | 11 | Timothy Tillman   | 53' | 60' |
| DEL              | 99 | Denis Bouanga     |     |     |
| DEL              | 10 | Carlos Vela       | 49' |     |
| DEL              | 25 | Cristian Olivera  |     |     |
| Suplentes:       |    |                   |     |     |
| POR              | 77 | John McCarthy     |     |     |
| DEF              | 2  | Denil Maldonado   |     |     |
| DEF              | 33 | Aaron Long        |     |     |
| DEF              | 30 | Sergi Palencia    |     | 87' |
| MED              | 50 | Filip Krastev     |     | 76' |
| MED              | 19 | Mateusz Bogusz    |     | 60' |
| DEL              | 9  | Mario González    |     | 87' |
| DEL              | 27 | Nathan Ordaz      |     |     |
| DEL              | 7  | Stipe Biuk        |     |     |
| Entrenador:      |    |                   |     |     |
| Steve Cherundolo |    |                   |     |     |

| Reglas de partido - 90 minutos. - 30 minutos de tiempo extra si es necesario. - Tiros desde el punto penal si no se desempata en 120 minutos. - Máximo de nueve suplentes. - Máximo de cinco sustituciones, con un sexto dejados en tiempo extra. |

|                                  |
| Bandera de Ohio                  |
| Campeón Columbus Crew 3.º título |

## Postpartido
Columbus Crew es el tercer equipo en ganar al menos tres campeonatos de la MLS Cup, después del D.C. United y Los Angeles Galaxy. Cucho Hernández fue nombrado MVP de la MLS Cup por su buen desempeño en el partido, siendo este galardón el primero para un futbolista colombiano.Wilfried Nancy se convirtió en el primer entrenador de color en ganar la MLS Cup y él comentó que se sentía "orgulloso" pero "infeliz al mismo tiempo" debido a la falta de entrenadores de color en la liga.Patrick Schulte y Sean Zawadzki fueron los primeros jugadores en disputar tanto la final de la MLS Cup como la de la MLS Next Pro Cup; Schulte, con 22 años de edad, fue también el portero más joven en ganar el título.
El gol de Denis Bouanga en la segunda mitad fue su número 38 en la temporada, empatando un récord MLS impuesto por su compañero, Carlos Vela, de más goles en un solo año en todas las competencias. El LAFC cortó una racha de 353 minutos sin recibir una anotación tras el penalti de Columbus convertido por Cucho Hernández.
El 12 de diciembre, el Crew organizó un desfile de victoria en Nationwide Boulevard y un rally en una plaza a las afueras del Lower.com Field para celebrar su campeonato de la MLS Cup. El desfile contó con una réplica de mayor tamaño del trofeo Philip F. Anschutz que era demasiado grande como para caber debajo de un puente cercano a su estadio.
Para la temporada regular del 2024, los dos equipos jugaron entre ellos el 13 de julio en el BMO Stadium de Los Ángeles . El equipo columbusite terminó ganando el juego por 1–5.